# Kamienica przy ulicy Kanoniczej 4 w Krakowie
Kamienica przy ulicy Kanoniczej 4 – zabytkowa kamienica znajdująca się w Krakowie, w dzielnicy I przy ulicy Kanoniczej 4, na Starym Mieście.

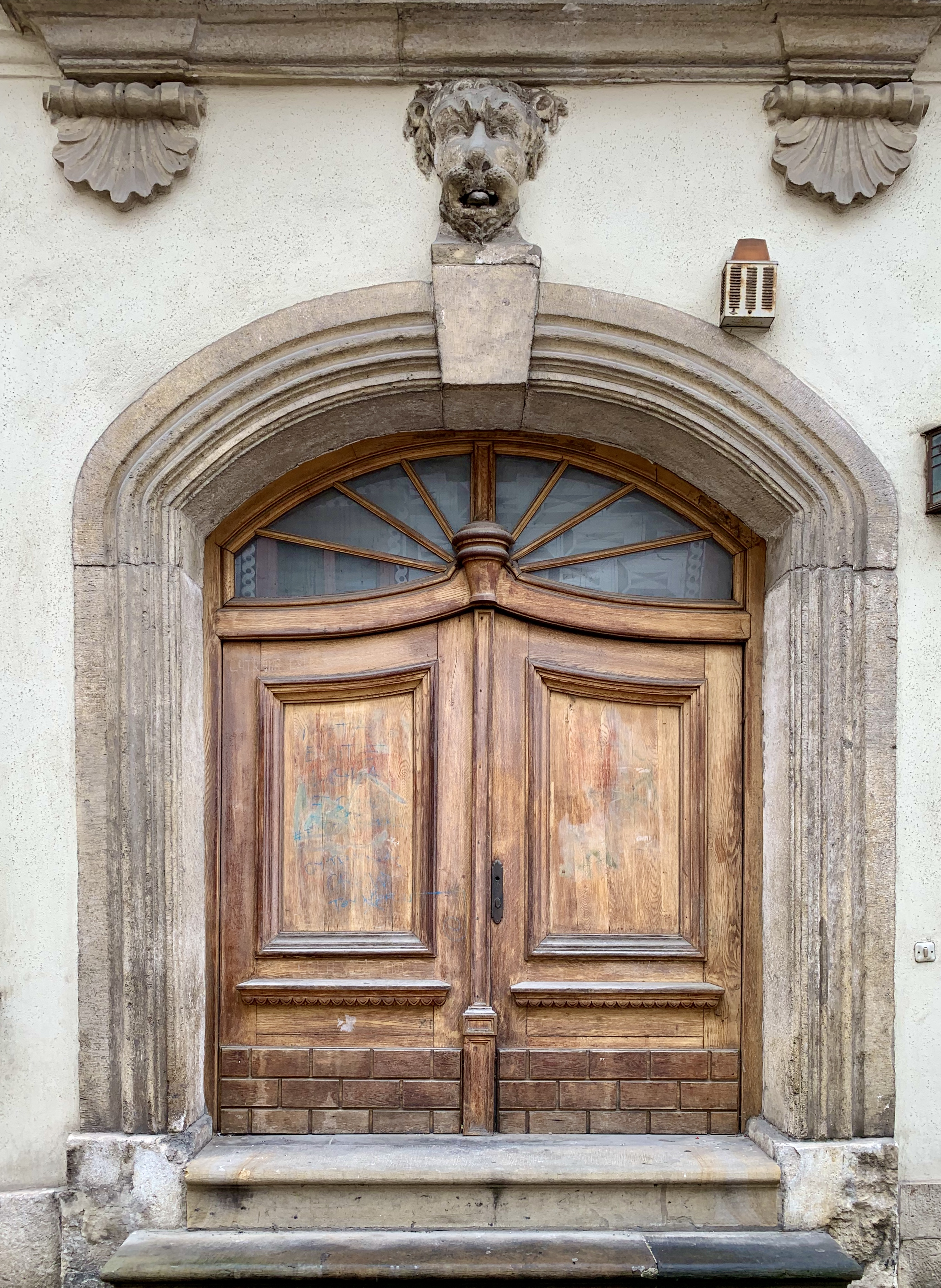
Portal

Pierwszy murowany budynek na obecnej parceli powstał w XIV w. Jego fundatorem był jeden z dworskich urzędników królewskich. W XV wieku kamienica była własnością kapituły katedralnej; w tym okresie została powiększona. W XVI w. mieszkali w niej wikariusze zamkowi. W 1773 budynek został opuszczony i popadł w ruinę. Kilkanaście lat później kamienica została ponownie odnowiona, powstała wówczas balustradowa attyka z wazonami a w jej centralnej części ustawiono figurę orła. W 1796 budynek zajmował austriacki urząd skarbowy, a w 1809 była tu siedziba podprefektury Księstwa Warszawskiego. W 1913 właścicielką domu była Rozalia Bulwowa z Seidenów, córka Nuchema. W tym okresie, w kamienicy mieściło się biuro pisania i powielania na maszynach.
21 maja 1965 kamienica została wpisana do rejestru zabytków. Znajduje się także w gminnej ewidencji zabytków.